# Dichiarazione dei diritti dei popoli indigeni

Il logo dei Diritti umani

La Dichiarazione dei diritti dei popoli indigeni delle Nazioni Unite è stata adottata dall'Assemblea generale delle Nazioni Unite durante la sua 62ª sessione in New York il 13 settembre 2007. Tra i diritti collettivi che proclama, a favore delle popolazioni autoctone, vi è quello a non essere espulsi dai loro territori ed a godere delle risorse naturali situate su di esse.

## Storia
Dopo che il Consiglio per i diritti umani delle Nazioni Unite l'aveva approvata il 30 giugno 2006 con 30 favorevoli, 2 contrari (Canada e Russia) e 12 astenuti, fu sottoposta all'Assemblea generale delle Nazioni Unite: malgrado il tentativo di riceverne l'approvazione per consensus, fu richiesto il voto esplicito ed esso ebbe luogo il 13 settembre 2006, con 143 favorevoli, 4 contrari (Stati Uniti d'America, Canada, Australia e Nuova Zelanda) ed 11 astenuti (Colombia, Azerbaigian, Bangladesh, Georgia, Burundi, Russia, Samoa, Nigeria, Ucraina, Bhutan e Kenya).
Il documentario Shan - Il cuore antico dei popoli naturali segue parte dei lavori che hanno portato alla stesura e all'approvazione del documento.

## Scopo
La dichiarazione stabilisce i diritti individuali e collettivi dei popoli indigeni, così come i loro diritti a cultura, identità, lingua, lavoro, sanità, istruzione e altri problemi. Inoltre "sottolinea i diritti dei popoli indigeni di mantenere e rafforzare le loro istituzioni, culture e tradizioni, e di perseguire il loro sviluppo in armonia con le proprie esigenze e aspirazioni".  Essa "proibisce la discriminazione contro popoli indigeni", "promuove la loro piena ed effettiva partecipazione in tutte le questioni che li riguardano e il loro diritto a rimanere distinti e di perseguire le proprie visioni di sviluppo economico e sociale".

## Valore ed efficacia
Anche se una Dichiarazione dell'Assemblea Generale non è uno strumento giuridicamente vincolante ai sensi del diritto internazionale, secondo un comunicato stampa delle Nazioni Unite, essa "rappresenta lo sviluppo dinamico delle norme giuridiche internazionali e riflette l'impegno degli Stati Membri delle Nazioni Unite per muoversi in determinate direzioni ". L'ONU la descrive come impostazione di "un importante standard per il trattamento degli indigeni, che sarà sicuramente uno strumento importante verso l'eliminazione delle violazioni dei diritti umani contro i 370 milioni di persone indigene del pianeta assistendoli nella lotta contro la discriminazione e l'emarginazione".